# Flamsteedbeteckning

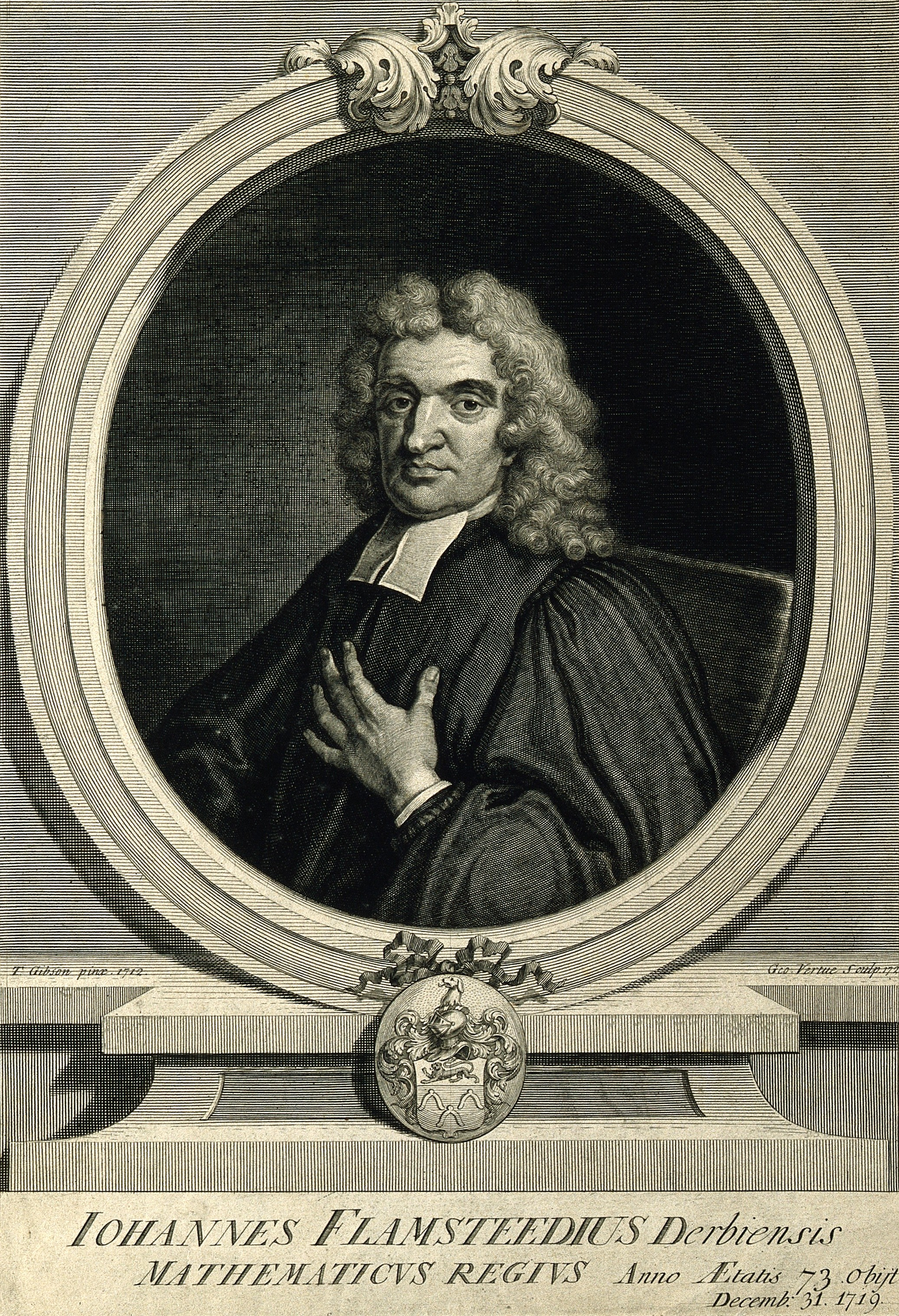
John Flamsteed, den engelske astronomen som gett namn åt Flamsteedbeteckningarna.

Flamsteedbeteckning är en kombination av ett nummer och stjärnbildsnamn som skapar ett identifieringssystem över de flesta stjärnor som går att se med blotta ögat i de moderna stjärnbilderna synliga från södra England. Systemet är uppkallat efter dess skapare John Flamsteed som använde det när han sammanställde verket Historia Coelestis Britannica. Systemet påminner om Bayerbeteckningar men består av nummer istället för grekiska bokstäver. Flamsteedkatalogen omfattar 2 554 stjärnor.

## Historik
Siffrorna var ursprungligen sorterade i ordning efter ökande rektascension inom varje stjärnbild, men på grund av precessions effekt har dessa med tiden kommit ur ordning på vissa ställen. Denna metod av att tilldela namn till stjärnor uppträdde först i en preliminär version av John Flamsteeds Historia coelestis Britannica som publicerades av Edmond Halley och Isaac Newton år 1712 utan Flamsteeds medgivande. Den slutliga versionen av Flamsteeds katalog publicerades 1725 efter hans död utan några nummerbeteckningar. Numren som nu användes tilldelades av den franska astronomen Joseph Jérôme de Lalande, som skrev ner dem i sin almanacka från 1783, Éphémérides des mouvemens célestes som även innehåll en omarbetad version av Flamsteeds katalog. Lalande noterade i inledningen av almanackan, att han fick idén från den ej officiella utgåvan från 1712.
Flamsteedbeteckningen vann popularitet genom hela 1700-talet och används fortfarande om inga Bayerbeteckningar finns. Men där en Bayerbeteckning har fastställts används denna närmast exklusivt. Exempel på välkända stjärnor som vanligen refereras till med deras Flamsteedbeteckning är 51 Pegasi och 61 Cygni.

## Avvikelser
Det finns exempel på stjärnor som bär Flamsteedbeteckningar för stjärnbilder som de inte ligger, precis som är fallet för Bayerbeteckningarna, på grund av att de gjordes innan de moderna gränserna för stjärnbilderna ritades upp. Det bör också noteras att Flamsteeds katalog bara behandlade stjärnor synliga från Storbritannien och att stjärnor på den sydligaste delen av himlen därför sällan har en Flamsteedbeteckning. Två undantag från detta är den klotformiga stjärnhopen 47 Tucanae och den närliggande stjärnan 82 Eridani, som fick sina namn i en katalog över den södra hemisfären, Uranometria Argentina, av Benjamin Gold.
Vissa poster i Flamsteedkatalogen är felaktiga. Till exempel observerade Flamsteed planeten Uranus år 1690 men lade inte märke till att det var en planet och noterade den i sin katalog som "34 Tauri".